# Bates City
Bates City é uma cidade localizada no estado americano de Missouri, no Condado de Lafayette.

## Demografia
Segundo o censo americano de 2000, a sua população era de 245 habitantes. 
Em 2006, foi estimada uma população de 238, um decréscimo de 7 (-2.9%).

## Geografia
De acordo com o United States Census Bureau tem uma área de 
2,3 km², dos quais 2,3 km² cobertos por terra e 0,0 km² cobertos por água. Bates City localiza-se a aproximadamente 262 m acima do nível do mar.

## Localidades na vizinhança
O diagrama seguinte representa as localidades num raio de 16 km ao redor de Bates City. 